# Mosteiro da Transfiguração (Santa Rosa)
O Mosteiro da Transfiguração é um mosteiro localizado no município gaúcho de Santa Rosa. Localiza-se na rua Júlio Gaviraghi, 1430, bairro Cruzeiro. Foi fundado na diocese de Santo Amaro, no dia 15 de agosto de 1996. Foi transferido para a diocese de Santo Ângelo em novembro de 1999 e assumido pelo Sr. bispo diocesano Dom Estanislau Amadeu Kreutz, bispo desta mesma diocese. Atualmente o mosteiro está incorporado na Congregação Beneditina Sublacense Cassinense (província Hispânica) e elevado à condição de priorado conventual "sui juris" em 11 de agosto de 2010.
Na hospedaria do mosteiro, há uma hospedaria denominada "Casa Betânia", que dispõe de 38 quartos para interessados em participar de retiros espirituais em grupos ou particulares.
No local, a igreja consagrada a Nossa Senhora de Guadalupe tem estilo simples. Ali, os religiosos se encontram em oito momentos diários para rezar e louvar a Deus. No lado esquerdo da igreja, há um painel de Nossa Senhora de Guadalupe, uma réplica do original em exposição no México. No fundo da construção, uma pintura relata a história da aparição da Virgem.